# Bradfordov zakon
Bradfordov zakon naziv je opaženog uzorka o eksponencijalnom padu prinosa u proširenju potrage za referencama u znanstvenim časopisima. Prvi ga je opisao Samuel C. Bradford 1934. godine. Jedna je od formulacija sljedeća: ako časopise u nekom znanstvom polju poredamo po broju članaka i podijelimo u tri skupine, svaku s otprilike trećinom sveukupnog broja članaka, krajnji omjer broja časopisa u svakoj skupini bit će 1:n:n2.
U mnogim disciplinama ovaj se uzorak naziva Paretova distribucija. Primijenjeno na primjeru, pretpostavimo da istraživač ima 5 osnovnih znanstvenih časopisa za svoje područje istraživanja. Pretpostavimo da u mjesec dana postoji 12 relevantnih članaka među tim časopisima. Pretpostavimo nadalje da bi se našlo još jedan 12 relevantnih članaka, istraživač morati pronaći 10 dodatnih časopisa. Prema tome istraživačev Bradford faktor je 2 (tj. 10/5). Kako bi pronašao još 12 članaka, trebao bi pregledati dodatnih 20 članaka.
Različiti istraživači imaju različite brojeve osnovnih časopisa i različite Bradfordove faktore. Uzorak je valjan za mnoge različite struke i po svemu sudeći može služiti kao osnovni termin za ljudske interakcije u društvenim sustavima. Poput Zipfova zakona, s kojim je povezan, nema zadovoljavajućeg objašnjenja zašto funkcionira. Ipak, činjenica da funkcionira je ponekad korisna knjižničarima. To znači da je za svaku nišu dovoljno identificirati temeljne časopise i njima se opskrbiti.[nedostaje izvor]
Međutim, učinak ove teorije je daleko veći. Oružan idejom i isnpiriran poznatim člankom Vannevara Busha, „As we may think“, Eugene Garfield je na Institutu za znanstvene informacije 1960-tih preuzeo razvoj sveobuhvatnog indeksa o tome kako se širi znanstvena misao. Stvaranje njegovog indeksa „Science Citation Index“ je olakšalo točno identificiranje koji su znanstvenici znatno doprinijeli znanosti i u kojim časopisima su se njihovi radovi pojavili. Tako se otkrilo, što mnogi nisu očekivali, da je nekoliko časopisa poput „Nature“ i „ Science“ temelj svim „čvrstim znanostima“. Isti uzorak se nije zamijetio kod humanističkih i društvenih znanosti, što je moguće zbog toga što je kod njih mnogo teže ustanoviti objektivnu istinu ili zbog toga što je upotreba različite vrste literature u tim poljima raširenija s manjim naglaskom na časopisima.
Rezultat ove teorije je pritisak na znastvenike da radove objavljuju u najboljim časopisima i  na sveučilišta da omoguće pristup temeljnom skupu časopisa.
Bradfordov zakon je također poznat kao Bradfordov zakon raspršenja i Bradfordova distribucija. Taj zakon ili distribucija u bibliometriji može biti primijenjena i na Internet.

## Povezani zakoni i distribucije
- Zipfov zakon – originalno upotrebljavan za frekvencije riječi
- Zipf – Mandelbrotov zakon
- Benfordov zakon – izvorno upotrebljavan za objašnjenje prividno slučajnih uzoraka
- Paretova distribucija – izvorno predstavlja distribuciju bogatstva među pojedincima u kapitalističkom sustavu
- Zeta distribucija
- Zakon potencija